# Denkmal des Unbekannten Soldaten auf der Avala

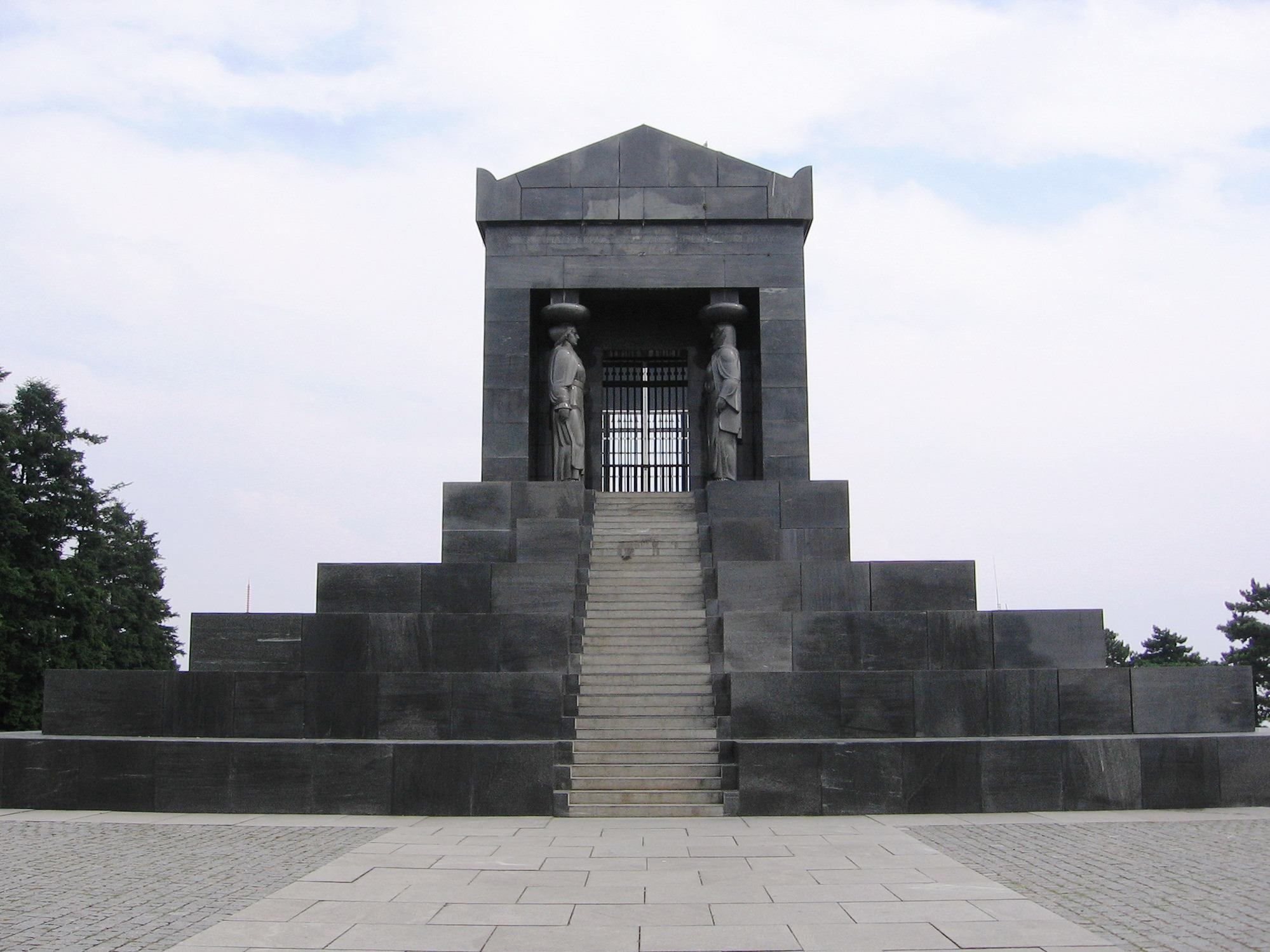
Das aus schwarzem Jablanica-Granit gebaute Monument des Unbekannten Soldaten auf der Avala

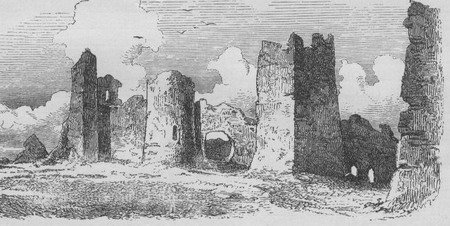
Historische Ansicht der ehemaligen Burg Žrnov auf dem Berg Avala von Felix Kanitz

Das Grabmal des Unbekannten Soldaten (serbisch Споменик Незнаном јунаку Spomenik Neznanom junaku) ist ein aus schwarzem Jablanica-Granit errichtetes Monument auf dem Gipfel der Avala im Südosten von Belgrad. Es wurde vom kroatischen Bildhauer und Schüler Auguste Rodins Ivan Meštrović zwischen 1934 und 1938 errichtet.

## Baugeschichte
Die Errichtung des Grabmals geht auf Initiative des jugoslawischen Monarchen Alexander I. zur Erinnerung an die Gefallenen der Balkankriege und des Ersten Weltkrieges zurück. 
Als Platz wurde der von der mittelalterlichen Burg Žrnov dominierte Berg Avala ausgesucht. Die einstmals strategisch wichtige und historisch bedeutende mittelalterliche Burg wurde dabei gänzlich abgetragen. Zwischen 1934 und 1938 wurde an deren Stelle das monumentale Bauwerk Ivan Mestrovics ausgeführt. 

## Architektur
Die Architektur des Monuments lehnt sich an das Grabmal Kyros II. in Pasargadae an und ist durch ein rechteckiges Gebäude, zu dem eine steile Treppe führt, geprägt. Das schräge Dach wird von acht, die einzelnen jugoslawischen Völker darstellenden, in traditioneller Tracht ausgeführten weiblichen Karyatiden getragen: Diese Figuren repräsentieren serbische Frauen aus Slawonien und Vojvodina, je eine Frau aus Montenegro und dem Kosovo, je eine Frau aus Dalmatien und Zagorje sowie eine mazedonische und eine slowenische Frau. Das Grabmal selbst steht auf fünf rechteckigen, sich nach oben verjüngenden Granitplatten.
Eine Monumentaltreppe führt von der Basis des Berges zum Grabmal, an dem jährlich am Nationalfeiertag (heute der 15. Februar, in der Zeit der SFRJ der 29. November) der Präsident Serbiens (früher der Präsident Jugoslawiens) an die Toten der Weltkriege erinnert.

## Baumaterial
Als Baumaterial wurde der im ehemaligen Jugoslawien bedeutendste Steinmetzstein, der bekannte schwarze Jablanica-Granit aus der Herzegowina gewählt. Für den Bau wurden insgesamt 8000 m³ Granit aus Jablanica beschafft. Die Monumentalfiguren der acht Karyatiden wurden aus Blöcken von bis zu 15 Tonnen Gewicht gearbeitet.